# مارچلو کاستلینی
مارچلو کاستلینی (به ایتالیایی: Marcello Castellini) بازیکن فوتبال و اهل ایتالیا است که از سال ۲۰۰۳ میلادی عضو تیم ملی فوتبال ایتالیا بوده و در ۱ بازی ملی حضور داشته‌است. او در بازی‌های ملی‌اش گلی به ثمر نرساند.
مارچلو کاستلینی آخرین بازی ملی خود را در سال ۲۰۰۳ میلادی انجام داد.